# Aldo Moser
Aldo Moser   (Giovo, 7 de febrer de 1934 - Trento, 2 de desembre de 2020) va ser un ciclista italià que fou professional entre 1954 i 1973. En el seu palmarès destaquen les victòries al Gran Premi de les Nacions (1959) i dues edicions del Trofeu Baracchi (1958 i 1959). Durant la seva carrera esportiva va participar en setze edicions del Giro d'Itàlia, destacant la cinquena posició final en l'edició de 1956. El 1958 i 1971 hi va vestir el mallot rosa.
Era germà dels també ciclistes Enzo, Diego i Francesco Moser.
Morí el 2 de desembre de 2020 per la COVID-19.

## Palmarès
- 1953
  - 1r al Piccolo Giro de Llombardia
- 1954
  - 1r a la Coppa Agostoni
  - 1r a la Coppa Varignana
- 1955
  - 1r al Gran Premi de la Indústria i el Comerç de Prato
  - Vencedor d'una etapa de la Roma-Nàpols-Roma
- 1957
  - Vencedor d'una etapa de la Roma-Nàpols-Roma
- 1958
  - 1r al Trofeu Baracchi (amb Ercole Baldini)
- 1959
  - 1r al Trofeu Baracchi (amb Ercole Baldini)
  - 1r al Gran Premi de les Nacions
- 1960
  - 1r a la Manche-Océan
- 1963
  - 1r a la Coppa Bernocchi
- 1966
  - 1r al Giro de les Tres Províncies

### Resultats al Giro d'Itàlia
- 1955. 6è de la classificació general
- 1956. 5è de la classificació general
- 1957. 12è de la classificació general
- 1958. 10è de la classificació general
- 1959. Abandona
- 1960. Abandona
- 1961. 36è de la classificació general
- 1962. 18è de la classificació general
- 1964. 15è de la classificació general
- 1965. 22è de la classificació general
- 1967. 16è de la classificació general
- 1969. 7è de la classificació general
- 1970. 19è de la classificació general
- 1971. 17è de la classificació general
- 1972. Abandona
- 1973. 57è de la classificació general

### Resultats a la Volta a Espanya
- 1960. Abandona
- 1963. Abandona
- 1966. 18è de la classificació general
- 1967. 25è de la classificació general
- 1972. 39è de la classificació general